# Programma 101

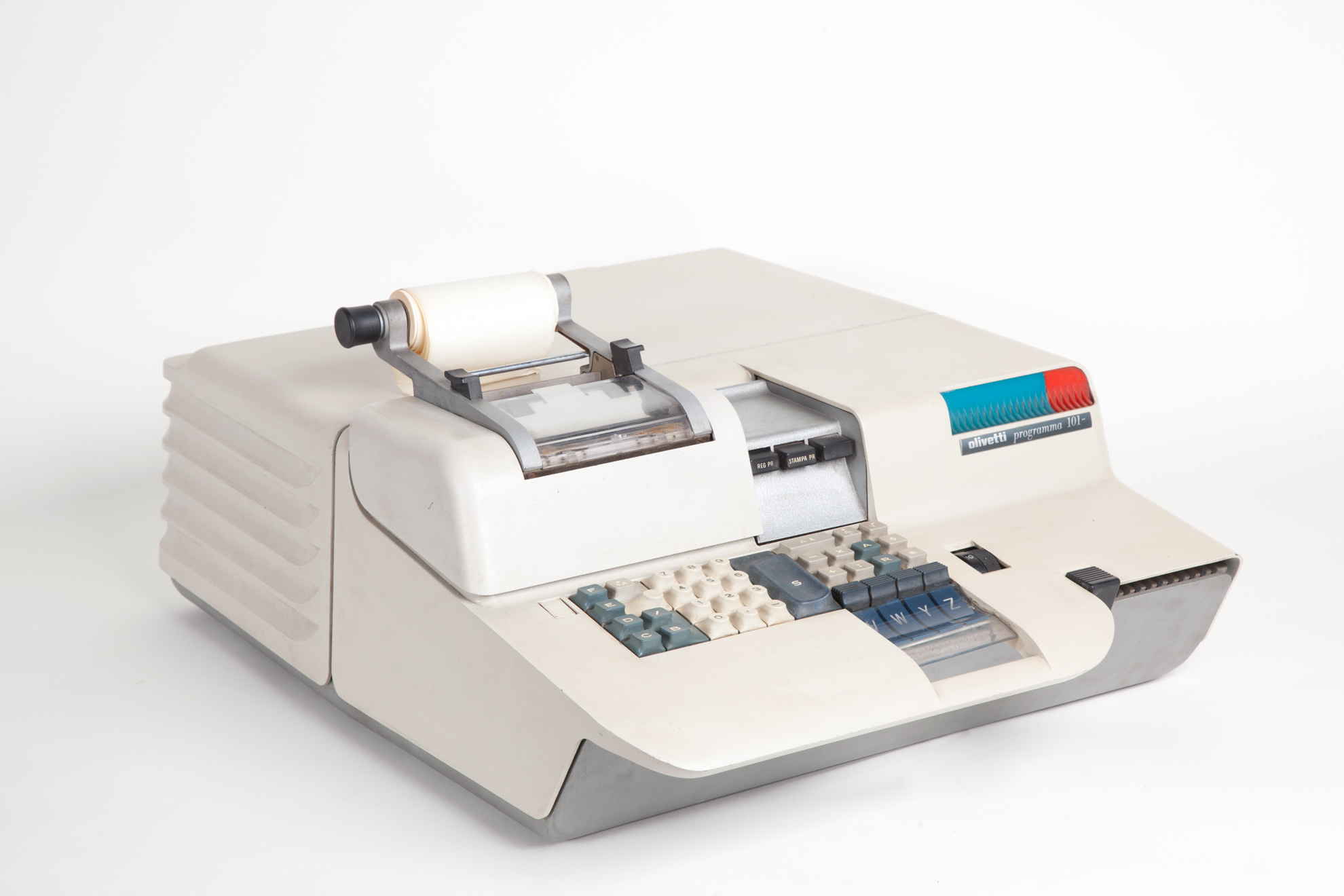
Olivetti Programma 101

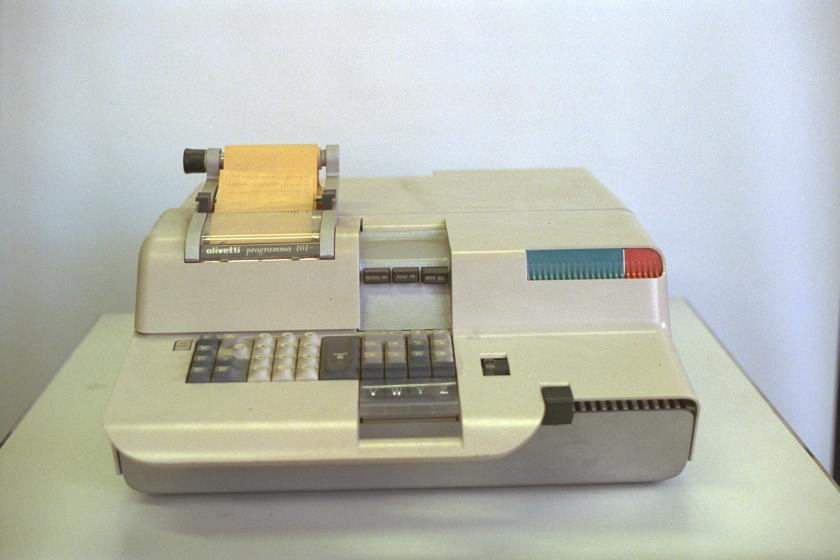
Olivetti Programma 101

Olivetti Programma 101 är en räknemaskin från Olivetti. Den har kallats den första persondatorn och presenterades 1965.
Programma 101 utvecklades då Olivettis VD  Roberto Olivetti ville skapa en billigare dator som kunde användas av vanliga människor jämfört med de då rådande stordatorerna. Olivetti hade några år tidigare framgångsrikt tagit fram datorn Elea 9003. En arbetsgrupp på fyra personer under ledning av Pier Giorgio Perotto sattes samman 1962. Bland det som utvecklades för datorn var ett magnetiskt kort som kunde programmeras, en föregångare till disketten. För Programma 101 utvecklades också ett programmeringsspråk. För formgivningen av Programma 101 anlitades Mario Bellini. Modellen tillverkades i 44 000 exemplar.